# Júlio Almeida
Júlio Antonio de Souza e Almeida (ur. 23 września 1969 r. w Rio de Janeiro) – brazylijski strzelec specjalizujący się w strzelaniu z pistoletu, dwukrotny mistrz świata, sześciokrotny medalista igrzysk panamerykańskich, wielokrotny mistrz Ameryki.

## Igrzyska olimpijskie
Wystąpił na dwóch igrzyskach, lecz nie zdołał awansować do żadnego finału. Najwyżej był podczas igrzysk olimpijskich w Pekinie, zajmując 11. miejsce w konkurencji pistoletu szybkostrzelnego z 25 metrów.
| Igrzyska | Miejscowość    | Konkurencja                   | Kwalifikacje | Kwalifikacje | Finał | Finał   |
| Igrzyska | Miejscowość    | Konkurencja                   | Wynik        | Pozycja      | Wynik | Pozycja |
| -------- | -------------- | ----------------------------- | ------------ | ------------ | ----- | ------- |
| IO 2008  | Pekin          | Pistolet pneumatyczny, 10 m   | 580          | 12.          | NQ    | NQ      |
| IO 2008  | Pekin          | Pistolet szybkostrzelny, 25 m | 568          | 11.          | NQ    | NQ      |
| IO 2008  | Pekin          | Pistolet dowolny, 50 m        | 554          | 18.          | NQ    | NQ      |
| IO 2016  | Rio de Janeiro | Pistolet pneumatyczny, 10 m   | 577          | 13.          | NQ    | NQ      |
| IO 2016  | Rio de Janeiro | Pistolet dowolny, 50 m        | 542          | 30.          | NQ    | NQ      |